# کورنلیا هانیش
کورنلیا هانیش (انگلیسی: Cornelia Hanisch؛ زادهٔ ۱۲ ژوئن ۱۹۵۲) شمشیرباز اهل آلمان بود.
وی همچنین برندهٔ جوایزی همچون برگ بوی نقره‌ای شده‌است.
وی در مسابقات کشوری و بین‌المللی در مجموع برندهٔ ۵ مدال طلا، ۴ مدال نقره، ۳ مدال برنز شده‌است.